# Турапов, Канат
Канат Турапов (каз. Қанат Тұрапов 24 января 1947, с. Джамбул, Джамбулский район, Алматинская область, Казахская ССР) — министр материальных ресурсов Республики Казахстан. 

## Биография
Турапов Канат родился 24 января 1947 года в селе Джамбул Джамбулского района Алма-Атинской области.

### Образование
В 1969 году окончил Алма-Атинский институт народного хозяйства по специальности экономист.

### Трудовая деятельность
После окончания института в 1969 году Канат Турапов начал трудовую деятельность инженером в системе управления «Казвторсырье».
В период 1969–1988 годов он прошёл путь от инженера до руководителя крупных хозяйственных объединений:
- старший инженер, начальник отдела, начальник объединения «Казглавснабстройсбыт»,
- начальник хозрасчётного объединения «Казстройматериалы».

В 1988–1992 гг. занимал ключевые государственные должности в системе снабжения: заместитель, затем первый заместитель председателя Государственного комитета по снабжению Республики Казахстан (Госснаб РК).
11 февраля 1992 года указом Президента Республики Казахстан Нурсултана Назарбаева Канат Турапович Турапов был назначен министром материальных ресурсов Республики Казахстан. На этом посту он проработал до декабря 1992 года.
С декабря 1992 года Канат Турапов возглавил в качестве президента республиканскую контрактную корпорацию «Казконтракт».

## Награды
Награждён медалью за заслуги в экономике и государственном управлении.

## Семья
Отец — Нуржиев Туран (1905–1980), участник социалистического строительства, долгое время работал председателем колхоза. Был награждён орденом Трудового Красного Знамени.